# Trionymus utahensis
Trionymus utahensis är en insektsart som först beskrevs av Cockerell 1916.  Trionymus utahensis ingår i släktet Trionymus och familjen ullsköldlöss. Inga underarter finns listade i Catalogue of Life.